# Rock against Bush
Rock against Bush va ser una campanya endegada per músics punk contra la reelecció de George W. Bush a les eleccions presidencials dels Estats Units de 2004. La idea era d'utilitzar la música per a crear un sentiment contra la guerra i a favor de la pau, semblant als moviments musicals contraculturals dels anys 1960 i 1970, com el Festival de Woodstock. La iniciativa va inspirar els grups de punk australians a endegar Rock against Howard.

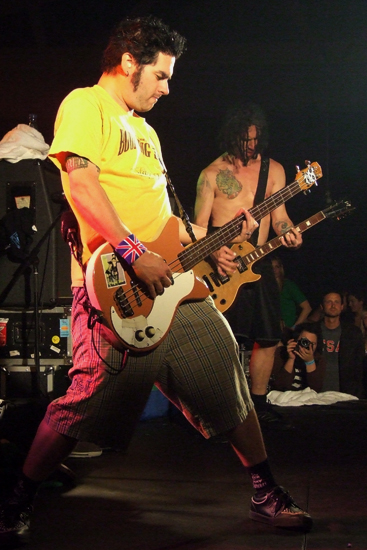
Fat Mike i Eric Melvin

El projecte el va iniciar per Fat Mike de NOFX i el seu segell discogràfic Fat Wreck Chords, inspirat en la campanya Rock against Reagan de principis dels anys 1980. Va incloure concerts en directe, dos àlbums recopilatoris i el lloc web de Punkvoter.org. El seu objectiu era animar la gent, especialment els fans del punk rock, a registrar-se per a votar contra Bush. Els ingressos de l'àlbum es van utilitzar per a finançar una gira de concerts de 2004, posant èmfasi en els estats frontissa. La iniciativa no va aconseguir el seu objectiu, ja que George W. Bush va guanyar les eleccions.
El bateria de Green Day, Tré Cool, va afirmar que Rock against Bush és «un CD molt bo» i que hi ha «algunes bandes grans que segueixen fortes i alguns grups més joves que també són molt frescos i emocionants». Un contraprojecte anomenat «Crush Kerry» va ser endegat per músics conservadors. A més, els punks anarquistes van criticar l'èmfasi en la política electoral, així com l'aval tàcit de John Kerry, que creien que no era gaire millor que George W. Bush. Propagandhi va decidir no participar quan Fat Mike els va demanar que canviessin la lletra d'una cançó crítica amb George Soros que volien aportar.
Hi van participar grups com No Use for a Name, Alkaline Trio, Flogging Molly, The Offspring, Rise Against, Pennywise, Green Day, Jello Biafra, The Soviettes, Descendents, Social Distortion, Strung Out, Sum 41 i No Doubt, entre d'altres.